# Mirijam Günter
Mirijam Günter (* unbekannt) ist eine deutsche Schriftstellerin und Publizistin. Sie ist Trägerin des Oldenburger Kinder- und Jugendbuchpreises 2003 sowie des ersten Preises im Bereich Kinder und Jugendliteratur der 7. Bonner Buchmesse Migration.

## Leben
Günter war ein Findelkind und wuchs unter anderem in Köln auf. Sie lebte insgesamt 16 Jahre lang in Kinder- und Jugendheimen. Aus dieser Zeit schilderte sie den katholischen Glauben und den Gottesdienstbesuch als sicheren Ort der Geborgenheit, aber auch als erfolgreiche Rebellion gegen die politisch oft linken Heimpädagogen. Dem Hauptschulabschluss folgten drei abgebrochene Berufsausbildungen. Schließlich widmete sie sich der Schriftstellerei.
Nachdem sie sich zwei Jahre lang vergeblich um einen Verlag für ihren ersten Roman Heim bemüht hatte, reichte sie 2003 erfolgreich ein Manuskript beim Kinder- und Jugendbuchpreis der Stadt Oldenburg ein. Der Deutsche Taschenbuch Verlag nahm sie danach in das Verlagsprogramm auf.
Neben der Arbeit als Schriftstellerin leitet Günter Literaturwerkstätten in Jugendgefängnissen und Arrestanstalten, Förder- und Hauptschulen sowie anderen Jugendeinrichtungen in ganz Deutschland. Sie schreibt auch für die Wochenzeitungen Die Zeit und Der Freitag. Die Schriftstellerin wohnt in Köln-Ehrenfeld.

## Literarisches Werk

### Heim(Roman, 2003)
In ihrem Erstlingswerk Heim beschreibt Günter die Erfahrungen und die triste Lebenssituation einer schwer erziehbaren Jugendlichen, deren Name nicht genannt wird. Die 13-jährige Protagonistin durchläuft binnen zweier Jahre mehrere Heime. Fluchtversuche scheitern. Ihre Situation wird als ausweglos geschildert. So beginnt und endet das Buch mit demselben Satz: „Du wirst sehen, Du wirst dich hier wohlfühlen“, gesprochen jeweils von einem Sozialarbeiter, der die schwer Erziehbare in einem neuen Heim begrüßt.

### Die Ameisensiedlung(Roman, 2006)
In Günters zweitem Roman geht es um die 15-jährige Conny, die mit ihrer alkoholkranken Mutter und jüngeren Halbgeschwistern in der Ameisensiedlung, einer Hochhaussiedlung und gleichzeitig einem sozialen Brennpunkt der Stadt lebt. Von ihrem Vater hat sie zwar die dunkle Hautfarbe und die schwarzen Locken geerbt, aber kennengelernt hat sie ihn nie. Der Zusammenhalt in ihrer Clique lässt Conny das Leben ein bisschen erträglicher erscheinen. Die Situation zu Hause gerät dagegen immer mehr außer Kontrolle. Völlig überfordert kümmert Conny sich um ihre Geschwister, versucht Geld aufzutreiben und gleichzeitig das Jugendamt fernzuhalten. Dann findet sie unerwartet in einem Lehrer eine Person ihres Vertrauens. Er macht ihr Hoffnung auf eine bessere Zukunft. Doch ihre Freunde reagieren misstrauisch und nehmen den Lehrer als Bedrohung war. Conny hat die Chance auf ein bürgerliches Leben – doch zu welchem Preis? Die Ameisensiedlung wurde mit einem Arbeitsstipendium des Landes NRW gefördert.

### Die Stadt hinter dem Dönerladen(Roman, 2015)
Der dritte Roman stellt die Heranwachsende Nicki in den Mittelpunkt. Dieses emotional vereinsamte Mädchen, welches weder bei ihrer alleinerziehenden Mutter, noch in ihren Lehrern irgendeinen Halt erfährt, lernt eines Tages auf der Straße neben dem Dönerladen Stefan und dessen Kumpel Deco kennen. Der bedrückt wirkende Deco behauptet von sich, nicht zu existieren und spricht auch sonst vieles, das für Nicki zunächst unverständlich bleibt. Während Stefan sich in Nicki verliebt, beginnt diese, Gefühle für den rätselhaften Deco zu entwickeln. Unerwartet verschwindet Deco von der Bildfläche und Nicki macht sich auf Spurensuche in den Dönerladen, dort, wo Deco gearbeitet hat. Nur stockend kommt die Wahrheit über Deco ans Licht. Ein Buch über die „unsichtbaren“, sich illegal in Deutschland aufhaltenden und arbeitenden Menschen.

## Veröffentlichungen

### Romane
- Heim. Roman. dtv, München 2004, ISBN 978-3-423-70884-5.
- Die Ameisensiedlung. Roman. dtv, München 2006, ISBN 978-3-423-78212-8.
- Die Stadt hinter dem Dönerladen. Roman. Größenwahn Verlag, Frankfurt a. M. 2015, ISBN 978-3-95771-051-2.

### Andere Veröffentlichungen
- Fremd im eigenen Land. In: Frankfurter Allgemeine Zeitung. 23. Dezember 2004. (Essay)
- Orientierungsmarken der Wirklichkeit, 50 Jahre Deutscher Jugendliteraturpreis – Anlass zum Gespräch, Interview mit Prof. Dr. Otto Brunken. 12. Mai 2005.
- Chancengleichheit? Ein Erfahrungsbericht: „Dass man nicht dazugehört, gibt einem die Elite schon zu verstehen“ In: Manager Magazin, 26. September 2017
- Hinter 1000 Stäben meine Welt. Radio-Feature, WDR, 26. September 2008.
- Keine Lust auf Untergang – Gegen eine Trivialisierung der Gesellschaft, Autoren gehen in die Offensive. Hg. v. Thomas Kraft u. Norbert Niemann für den Verband deutscher Schriftsteller in Bayern - VS Bayern in ver.di: Langen/Müller, München 2010, ISBN 978-3-7844-3245-8.
- Ausgrenzung: „Und ich sehe ihre Wut“ In: Die Zeit Nr. 27/2016, 23. Juni 2016.
- Und was ist mit uns? In: Süddeutsche Zeitung; 9. September 2018
- Wir sitzen im Knast, weil wir arm sind In: faz.net, 16. Mai 2019.
- Unserem Gottesglauben Worte schenken! Essay gemeinsam mit Dominik Meiering, Herder Korrespondenz S2/2022
- Aus dir wird nix In: Frankfurter Allgemeine Zeitung, 13. März 2023.